# ملك غنام
ملك رزوق غنام، (بغداد 1907-2003) طبيبة عراقية. اول فتاة تدخل الكلية الطبية الملكية العراقية واول طبيبة تتخرج من كلية طب عراقية في العراق.

## السيرة الشخصية
ولدت في محلة عقد النصارى في بغداد عام  1907، والدها الاستاذ رزوق غنام أحد رواد الصحافة في العراق وصاحب امتياز  جريدة العراق والتي صدرت  سنة 1925، بالاضافة إلى كونه نائباً في البرلمان العراقي ممثلا عن مسيحيي بغداد، اكملت الدكتورة ملك  دراستها الابتدائية في مدرسة الراهبات التقدمة في محلة عقد النصارى ببغداد، وأكملت الدراسة المتوسطة والثانوية في بيروت بلبنان، ثم التحقت بالجامعة الامريكية في بيروت ولكن تأثير الدكتور صائب شوكت على والدها الصحفي والبرلماني  أدى بها الى العودة  للاتحاق بالكلية الطبية الملكية العراقية في بغداد سنة 1933 اصبحت أول فتاة عراقية تلتحق بالكلية  الطبية منذ تأسيسها سنة 1927وتخرجت من الكلية الطبية في سنة 1939 و كانت أول طبيبة عراقية وكان معها من الخريجيين خمس وعشرون طبيبا ومنهم الدكتور عادل الدوغرومجي والدكتور محمد علي الامام مدير مستشفى الامام في بغداد. لاقت صعوبات كثيرة في البداية كونها الطبيبة الوحيدة حيث عملت لفترة في الكويت ثم في البعثة الامريكية في السماوة حيث كان  تدير مركزاً طبياً للعناية بالحوامل والأطفال كما كانت تقوم بتدريب الفتيات العراقيات على القبالة والتمريض، غادرت العراق إلى بريطانيا وعملت في مستشفى همرسمث وبعدها في المستشفى الأهلي في أيرلندا. أكملت التدريب الطبي لمدة سنة واحدة في مستشفى جونزهوبكنز في الولايات المتحدة الامريكية.

## الوفاة
في سنة 2000 أصيبت بجلطة دماغية، ولكن هذا لم يؤثر على نشاطها وقدرتها العقلية وخاصة ذاكرتها ونطقها. توفيت بهدوء في سنة 2003 في بيتها  بمنطقة هرورود في لندن.